# Franco Teodoro
Francesco Teodoro, detto Franco (Torino, 12 luglio 1939 – Torino, 18 aprile 2005), è stato un grafico e designer italiano.
Svolge attività di grafico dal 1960 come art-director in agenzie e studi di Torino e poi come freelance. Nel 1967 prende vita a Torino lo studio di design e architettura con Piero Gatti e Cesare Paolini. Nel 1979 si trasferisce in Toscana, a Campagnatico in provincia di Grosseto, dove prosegue l'attività di grafico e designer mantenendo la collaborazione con aziende italiane e studi di Torino e Milano.

## Biografia
Si diploma all'istituto tecnico industriale statale per le arti grafiche e fotografiche di Torino.
Le prime esperienze lavorative evidenziano subito gli ambiti di interesse che lo caratterizzeranno durante la sua carriera, dedicandosi in questa prima fase alla grafica come cromista e fotolitista. L'incontro con Armando Testa contribuisce alla sua formazione professionale, stimolando il suo talento e l'attitudine per il disegno.
Alla fine degli anni '50, dopo una breve esperienza come aiuto scenografo alla Rai di Torino, inizia l'attività di grafico allo Studio Milani, diretto da Guido Jannon, dove sviluppa un'interessante e stimolante collaborazione con l'azienda Abet laminati plastici Print. Proprio all'interno dello Studio Milani nasce l'amicizia con Piero Gatti, con cui condividerà molti progetti.
Dal 1965 al 1975, durante la lunga frequentazione con la Abet, il suo lavoro di design spazia dalla ricerca di nuovi colori, decorazioni e finiture del laminato plastico allo studio di nuove applicazioni nel settore dell'architettura d'interni e degli elementi di arredo, fino agli allestimenti nel Salone del Mobile di Milano e alle Eurodomus di Genova, Torino e Milano. 
Nel 1967 nasce il gruppo di lavoro con Piero Gatti (1940-2017) e Cesare Paolini (1937-1983), con un piccolo studio in piazza Hermada, a Torino. La loro collaborazione porta i tre designer a partecipare a M.I.A. Mostra Internazionale dell'arredamento di Monza nel 1968, dove ricevono il primo premio ex aequo con il prototipo di MIA '68, contenitore rotante (ideato con l'architetto Guido Drocco). Nello stesso anno presentano il prototipo della poltrona Sacco ad Aurelio Zanotta, che decide di produrla e presentarla al Salone del Mobile di Parigi nel 1969. Sacco viene selezionato nel 1970 per il Premio Compasso d'oro, che viene poi vinto nel 2020 come premio alla carriera del prodotto. 
La poltrona è presente in molte collezioni permanenti tra cui il Museum of Modern Art di New York fin dal 1972, il Victoria and Albert Museum di Londra, il Museo d'Israele di Gerusalemme, il Museo delle arti decorative di Praga, il Museum für angewandte Kunst di Monaco di Baviera, il Kunstgewerbemuseum di Berlino, il Museum für Angewandte Kunst di Colonia, il Museum für angewandte Kunst di Vienna, il Taideteollisuusmuseo Konstindustrimuseet di Helsinki, il Musée des Arts Décoratifs di Parigi, il Triennale Design Museum di Milano, il Museo d'arte di Tel Aviv, il Musée National d'Art Moderne di Parigi, il Thessaloniki Design Museum di Salonicco, il Brücke-Museum di Berlino, il Powerhouse Museum di Sydney, il Philadelphia Museum of Art di Filadelfia, lo Shiodome Italia Creative Center di Tokyo.
Entrano così a pieno titolo nel campo del Radical design, (dividendo la scena con Joe Colombo, Eleonore Peduzzi Riva, Luigi Caccia Dominioni) e nella storia del design industriale Sacco  è tuttora in catalogo e oggetto di punta dell'azienda Zanotta. 
Parallelamente si avvia la collaborazione di Teodoro con l’Azienda Comus Bontempi-Farfisa che durerà più di venticinque anni, dove affronta il tema della progettazione altamente industrializzata di strumenti musicali elettronici, dal giocattolo allo strumento musicale professionale di alta qualità tecnica.
Nel 1979 si trasferisce con la moglie Daniela Pitton, artista, e i tre figli Davide, Susanna e Marta, in Toscana, dove rimane fino al 2003, nella sua casa-studio tra le colline maremmane del comune di Campagnatico (Gr).
Il periodo toscano è molto attivo anche su altri fronti. Dal 1980 inizia un lungo rapporto lavorativo con la casa editrice Giunti, per la quale si occupa di vari progetti grafici toccando tutti i settori della grande casa editrice italiana.
Fin dai primi anni inizia a collaborare con vari enti locali (Gruppo Poesia Arci, il Provinciale…) oltre che con il Comune di Grosseto, il Museo Archeologico e d’Arte della Maremma, per i quali cura diversi allestimenti di mostre che hanno avuto come tema portante la storia e la cultura del Territorio. Importante è anche la partecipazione alle attività della Fondazione Luciano Bianciardi di cui è anche Presidente dal 1995 al 1997. Nel 1988 organizza il progetto Talete 1. Introduzione al design, una mostra sull'intera produzione del gruppo Gatti, Paolini, Teodoro, con seminari sul design tenuti da illustri nomi del settore, promossa dall'Assessorato Pubblica Istruzione del Comune di Grosseto. 
Nel 2003, con il ritorno in Piemonte, il nuovo studio di Francesco Teodoro sarà ad Almese, provincia di Torino. In questo periodo inizia la collaborazione con l'Istituto Europeo di Design di Torino e, poiché ogni nuovo incontro per Teodoro è foriero di nuovi stimoli, la conoscenza dell’attore Eugenio Allegri lo porta nel campo della grafica teatrale.
Muore di leucemia a Torino il 18 aprile 2005.

## Attività professionale
- 1960, inizia l’attività di grafico a Torino
- 1967, prende avvio la collaborazione con Piero Gatti e Cesare Paolini, aprendo uno studio di design e architettura a Torino con i quali si dedica a:

‒ progettazione di elementi di arredo (poltrona Sacco, Zanotta 1969) 
‒ architettura d’interni (sedi regionali Iveco)
‒ immagine aziendale
‒ immagine del prodotto (Print laminati plastici) 
‒ industrial design (Indesit)
‒ allestimenti per mostre e fiere (Abet, Iveco). 
- 1969-1998, progettista designer per il gruppo BONTEMPI-FARFISA.
- 1979, si trasferisce in Toscana dove continua l’attività professionale, mantenendo una collaborazione sporadica con Piero Gatti.
- 1980-1998, consulente e grafico per GIUNTI EDITORE, Firenze.
- 1989/2002, allestimento mostre: “Talete”[6], Fortezza di Grosseto; “Relitti di storia” (Fortezza di Grosseto, Museo Civico di Rosignano M.mo); “La Casa Rossa” (Castiglione della Pescaia, GR); mostra “Collezione Ferretti” (Grosseto), “Guglielmo d’Aquitania” (Castiglione della Pescaia); “L’invenzione della Maremma”; “Le carte del Gran Duca” (Fortezza di Grosseto); “La natura illustrata” (Fortezza di Grosseto)

- 2003, nuova residenza ad Almese (TO)

‒ Tiene corsi di industrial design presso l’Istituto Europeo di Design (IED) di Torino. 
‒ Inizia la collaborazione con FORNARA & MAULINI per la progettazione di elementi per il bagno.

## Archivio
L'Archivio di Francesco Teodoro, conservato privatamente, contiene documentazione relativa all'attività svolta tra cui progetti su carta da lucido, elaborati grafici (in eliocopia), materiale fotografico e documentario per un totale di circa 10.000 pezzi.
L’immagine emblematica dell’Archivio è la poltrona Sacco del 1969, ma intorno ad esso ruota un’attività di designer che si sviluppa fino al 2005 e che prende le mosse proprio da un’interpretazione che nasce dalla spinta innovativa e propulsiva di quegli anni Sessanta evidenziata nella mostra di Milano, 68. Oggetti e progetti per un mondo nuovo del 2018. 
Inoltre l'Archivio annovera innumerevoli lucidi e progetti esecutivi su carta che testimoniano la collaborazione con case di produzione di strumenti musicali elettronici, di oggetti di design domestici, di allestimenti di stand, di mostre attraverso soluzioni geniali ispirate anche a materiali nuovi e malleabili. L’archivio è inoltre ricco di documentazione fotografica e tecnica che ripercorre negli anni la storia di un lavoro d'équipe con Gatti e Paolini e, alla scomparsa di Paolini nel 1983, un percorso individuale aperto però anche a nuove collaborazioni insieme a Gatti. 
Dall'archivio emergono inoltre con chiarezza quelle che sono state le costanti della riflessione di Teodoro, legate da una parte a un discorso critico nei confronti della società consumistica, delle grandi case di produzione, della concorrenza straniera a favore delle realtà locali, delle piccole imprese, della creatività individuale e dall’altra di rivisitazione della tradizione attraverso l’uso di materiali poveri, eco/compatibili, di redesign a partire da oggetti utilizzati in altri campi diversi da quello dell’arredamento, di riflessione su un design che traduce i cambiamenti in atto nella società.

## Premi e attestati
- 1968, primo premio ex aequo e medaglia d'oro della Camera di Commercio industria-agricoltura e artigianato agli architetti Drocco-Gatti-Paolini-Teodoro per M.I.A.- Mostra Internazionale dell'Arredamento di Monza
- 1970, Tarama, (1º premio M.I.A. Monza)
- 1970, Selezione Compasso d'oro, Sacco, prodotto dalla Zanotta
- 1971, 2º Concorso Nazionale Prototipi di Pordenone - attestato Gatti Paolini Teodoro del 12/09/1971
- 1973, Premio BIO 5, Lubiana
- 2020, Premio Compasso d'oro, premio al prodotto: Sacco, prodotto dalla Zanotta[9]